# Батрак, Артём Андреевич
Артём Андреевич Батрак (род. 9 марта 1993, Москва) — российский хоккеист, нападающий. Хоккейный эксперт и комментатор на КХЛ ТВ и Матч ТВ. Ведущий авторской программы «Батрак pro „Спартак“» для клубного youtube-канала.

## Биография
Воспитанник московского «Спартака». Начал карьеру в 2010 году в составе «МХК Спартак», где в сезоне 2010/11 набрал 16 (6+10) очков в 33 проведённых матчах. В том же году на драфте КХЛ был выбран в 5 раунде под общим 102 номером «Спартаком», в составе которого 22 сентября 2011 года в матче против «Югры» дебютировал в КХЛ. В сезоне МХЛ 2013/2014 вместе с МХК «Спартак» завоевал Кубок Харламова.
Летом 2014 года СКА объявил о переходе 16 игроков «Спартака» и МХК «Спартак» в свою клубную систему, в том числе и Артёма Батрака, однако из-за травмы плеча в том же году Батрак был вынужден завершить карьеру.

## Статистика выступлений
|             |             |             | Регулярный сезон | Регулярный сезон | Регулярный сезон | Регулярный сезон | Регулярный сезон | Регулярный сезон | Плей-офф | Плей-офф | Плей-офф | Плей-офф | Плей-офф | Плей-офф |
| Сезон       | Команда     | Лига        | Игр              | Г                | П                | Очк              | +/-              | Штр              | Игр      | Г        | П        | Очк      | +/-      | Штр      |
| ----------- | ----------- | ----------- | ---------------- | ---------------- | ---------------- | ---------------- | ---------------- | ---------------- | -------- | -------- | -------- | -------- | -------- | -------- |
| 2010/11     | МХК Спартак | МХЛ         | 33               | 6                | 10               | 16               | +4               | 8                | —        | —        | —        | —        | —        | —        |
| 2011/12     | МХК Спартак | МХЛ         | 49               | 3                | 14               | 17               | -2               | 14               | 3        | 0        | 0        | 0        | 0        | 0        |
| 2011/12     | Спартак     | КХЛ         | 3                | 0                | 0                | 0                | --               | 0                | —        | —        | —        | —        | —        | —        |
| 2012/13     | МХК Спартак | МХЛ         | 56               | 15               | 22               | 37               | +7               | 4                | 20       | 5        | 4        | 9        | -1       | 2        |
| 2013/14     | МХК Спартак | МХЛ         | 26               | 1                | 4                | 5                | -10              | 2                | 9        | 0        | 1        | 1        | -4       | 0        |
| Всего в КХЛ | Всего в КХЛ | Всего в КХЛ | 3                | 0                | 0                | 0                | --               | 0                | —        | —        | —        | —        | —        | —        |
| Всего в МХЛ | Всего в МХЛ | Всего в МХЛ | 164              | 25               | 50               | 75               | -1               | 28               | 32       | 5        | 5        | 10       | -5       | 2        |

## Достижения
- Серебряный призёр МХЛ: 2012/13
- Обладатель Кубка Харламова: 2013/14